# كيم سلطان
كيم سلطان (بالتركية: Cem Sultan)‏ (27 فبراير 1991 بإسطنبول في تركيا - ) هو لاعب كرة قدم تركي في مركز الهجوم. شارك مع منتخب تركيا تحت 17 سنة لكرة القدم ومنتخب تركيا تحت 19 سنة لكرة القدم ومنتخب تركيا تحت 21 سنة لكرة القدم. أما مع النوادي، فقد لعب مع غلطة سراي وكايسري سبور ومانيساسبور ومرسين إيدمانيوردو وGümüşhanespor ‏.

## وصلات خارجية
- كيم سلطان على موقع الاتحاد الأوربي (الإنجليزية)
- كيم سلطان على موقع اتحاد تركيا (لاعب) (الإنجليزية)
- كيم سلطان على موقع قاعدة بيانات كرة القدم.إي يو (الإنجليزية)
- كيم سلطان على موقع Soccerway.com (الإنجليزية)
- كيم سلطان على موقع عالم كرة القدم.نت (الإنجليزية)